# Distretto di La Cuesta (Perù)
Il distretto di La Cuesta  è uno dei dieci distretti della provincia di Otuzco, in Perù. Si trova nella regione di La Libertad e si estende su una superficie di  39,25 chilometri quadrati.